# Jiquiá
Jiquiá é um bairro do Recife, capital do estado de Pernambuco, Brasil.
Além de sua característica histórica, destaca-se por possuir o único ponto de atracação de Zeppelins do mundo.

## História
Em 12 de outubro de 1598 o ouvidor Jorge Camelo demarcou as terras do Jiquiá, onde havia um engenho de açúcar.
O proprietário, o fidalgo madeirense Francisco Berenguer de Andrade, vendeu suas terras a Antônio Fernandes Pessoa. Durante a invasão holandesa, o engenho foi ocupado várias vezes até que, em 1637, Antônio Fernandes Pessoa abandonou a propriedade e fugiu com a família para Ipojuca, ficando o engenho em completo abandono.
Em 1639 Francisco Berenguer de Andrade fundou uma comunidade naquele local. Junto com outros senhores de engenho, ele tomou parte da resistência à invasão dos holandeses. 
Após a invasão dos holandeses, o engenho voltou a funcionar, em conjunto com outros da região.
Passou o engenho pela mão de vários proprietários.
Em 1819, o governador Luís do Rego Barreto, objetivando construir uma estrada geral para o centro, até Santo Antão, passando por Jaboatão, determinou o aterro da estrada do Jiquiá.
Em 1835, a extinção dos vínculos e morgados levou a propriedade à decadência.
Um cruzeiro de granito construído no local foi encontrado em 1868, fora do seu pedestal e coberto por uma espessa vegetação. Um dos missionários do povoado, seguido pelo povo, conduziu em procissão o cruzeiro para Afogados e o pôs em frente à Igreja de Nossa Senhora da Paz, sobre um pedestal, onde permanece até hoje, como o único vestígio palpável da existência de Jiquiá como era naquela época.

## Zeppelin
Em 1930 o local foi reativado, com a construção da Torre do Zeppelin, uma torre de atracação de dirigíveis. O local ficou conhecido como o Campo do Jiquiá, e o seu entorno voltou a ser habitado, tornando-se um dos bairros do Recife.
Durante a Segunda Guerra Mundial, em 1945, foram construídos paióis com a finalidade de armazenar pólvoras e armamentos e atualmente o espaço abriga construções militares.

## Turismo e cultura
No Jiquiá está sendo construído um parque voltado para a população local, uma área de lazer de caráter histórico, cultural e ambiental, fomentando o turismo e a cultura local. Nele está assentada a única torre de atracação de Zeppelins ainda existente no mundo.

## Demografia
População (2010): 10.245 hab.
Faixa etária predominante: 15 a 64 anos (64,9%)